# Voloseanka, Skole
Voloseanka (în ucraineană Волосянка) este localitatea de reședință a comunei Voloseanka din raionul Skole, regiunea Liov, Ucraina.

## Demografie
Componența lingvistică a localității Voloseanka
     Ucraineană (100%)
Conform recensământului din 2001, toată populația localității Voloseanka era vorbitoare de ucraineană (100%).